# Бари (футбольный клуб)
«С.С.К. Ба́ри» (итал. Società Sportiva Calcio Bari) — итальянский футбольный клуб из города Бари. Основан в 1908 году. Домашние матчи проводит на стадионе «Сан-Никола», вмещающем 58 270 зрителей. С сезона 2022/23 клуб выступает в итальянской Серии B.

## История
30-е и 40-е годы XX века стали для клуба самыми успешными, команда много времени играла в Серии A и заняла 7-е место в 1947 году. В 50-е и 60-е клуб выступал менее успешно, проведя в Серии А лишь 5 сезонов: 1958-61, 1963-64 и 1969-70. В 1974 году команда вылетела в Серию C. В конце 70-х команда вернулась в Серию А.

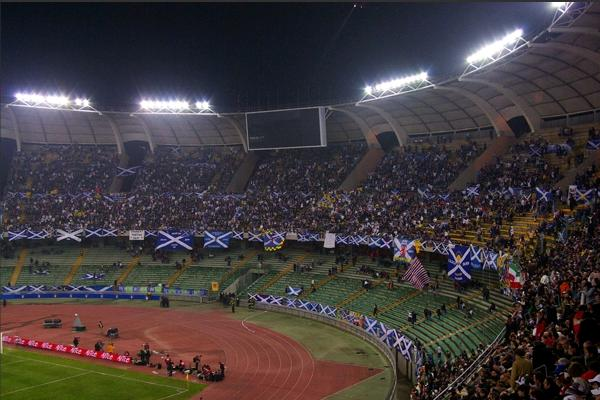
Стадион Сан-Никола

Очередное возвращение в Серию А в 1989 году оказалось более успешным, чему способствовало приобретение Джованни Лозето, Петро Маилларо и Жоао Пауло. В 1990 году команде удалось занять 10-е место в Серии А. Это был последний сезон, проведённый командой на стадионе «Делла Виттория» (вместимость — 40 тыс. человек), в следующем сезоне состоялся переезд на стадион «Сан-Никола».
По итогам сезона 2010/11 «Бари» стал худшей командой Серии А и вылетел в Серию B. Несмотря на то, что руководству клуба удалось сохранить несколько лидеров, а также подписать ряд перспективных футболистов, апулийцы так и не смогли в сезоне 2011/12 побороться за выход в элиту.
По окончании сезона 2017/18 клуб был лишён профессионального статуса и переведён в Серию D по финансовым причинам.
Аурелио Де Лаурентис, владелец футбольного клуба «Наполи» и кинокомпании Filmauro, выиграл права на создание клуба в Бари и возобновил в 2018/19 годах выступление в Серии D. В 2004 году он также восстановил нынешний «Наполи». Новый клуб назван «С. С. К. Бари», причём Де Лаурентис заявил о своём намерении вернуть его в Серию А как можно быстрее.

## Достижения
Серия B: (3)
- Победитель: 1934/35, 1941/42, 2008/09
- 2-е место: 1930/31, 1933/34, 1957/58, 1962/63, 1988/89, 1993/94
- Выход в Серию А: 1968/69, 1984/85, 1996/97, 2008/09

Кубок Митропы:
- Победитель: 1990

## Количество сезонов по дивизионам
| Дивизион | Количество сезонов | Дебют     | Последний сезон |
| -------- | ------------------ | --------- | --------------- |
| A        | 31                 | 1928/1929 | 2010/2011       |
| B        | 41                 | 1926/1927 | 2022/2023       |
| C        | 8                  | 1951/1952 | 1983/1984       |
| D        | 3                  | 1952/1953 | 2018/2019       |

## Рекорды
- Клуб держит антирекорд Серии А с момента введения одной группы в ней (в сезоне 1929/30) по количеству финишей на последнем месте — 5 (в сезонах 1940/41, 1963/64, 1969/70, 2000/01, 2010/11).